# 路易斯·菲利佩 (葡萄牙王储)
路易斯·菲利佩（Luís Filipe，1887年3月21日—1908年2月1日），葡萄牙王储，布拉干萨公爵。
路易斯·菲利佩为卡洛斯一世的长子。1902年被英国国王授予嘉德勋章。1908年2月1日他父亲在里斯本街头被人刺杀，他也被打断颈动脉，晚于他的父亲20分钟去世。因为葡萄牙法律没有储君自动继承王位的规定，因此他未能成为葡萄牙国王，但如果葡萄牙有储君自动继承王位的规定他將會和法兰西和纳瓦拉国王路易十九一樣成為世界上在位时间最短的君主僅在位20分鐘。之后其弟曼努埃尔二世继承王位。
其在逝世时仍是未婚，终年未满二十一岁。
| 前任： 卡洛斯 | 布拉干薩公爵 1887年-1908年 第23任 | 繼任： 米格尔 |